# Amenhotep (háznagy)

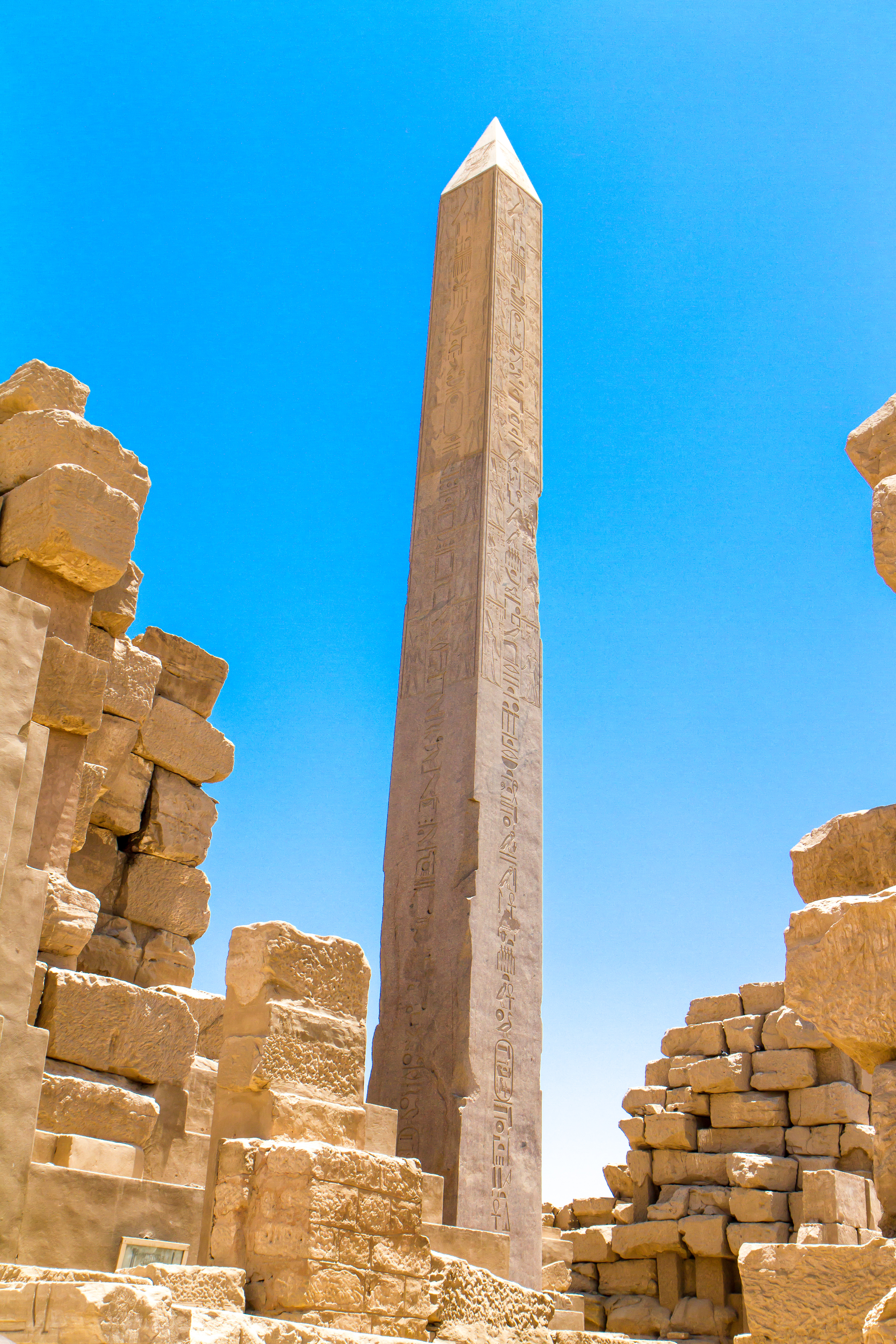
Hatsepszut obeliszkje, melyet Amenhotep emeltetett

Nem tévesztendő össze Amenhoteppel, III. Amenhotep hasonló nevű háznagyával.
Amenhotep ókori egyiptomi hivatalnok volt a XVIII. dinasztia idején, Hatsepszut fáraónő háznagya.
A 9. uralkodási év körül nevezhették ki, nem tudni, meddig töltötte be hivatalát, de nincs jele annak, hogy a Hatsepszutot követő III. Thotmesz alatt még hivatalban volt. Nevét számos műemléken eltüntették, ami arra utal, pályafutása vége felé kegyvesztetté vált. Leginkább thébai sírjából, a TT73 sírból ismert, valamint számos, Asszuán környéki sziklafeliratról. Mindkét helyen említik, hogy pályafutása csúcsának azt tartotta, hogy előállíttatott és felállíttatott egy pár obeliszket. Valószínűleg arról a két, más forrásokból is ismert obeliszkről van szó, melyeket az uralkodónő 16. évében állítottak fel. Amenhotep ebben az időben az „Ámon háza mindkét nagy obeliszkje munkálatainak irányítója” címet viseli. Az obeliszkeket sírjában is ábrázolja. Asszuáni feliratai szerint a helyi istenségek, Hnum, Szatet és Anuket főpapja is volt.
Származásáról és családjáról keveset tudni. Apját Tetinek hívták, anyja neve nem ismert. Felesége Amenemopet volt, két fiáról tudni: Noferhotep és Amenemhat mindketten Anuket főpapjai voltak. Egy további lehetséges fia Kenamon háznagy, de ez nem biztos; csak arra alapozzák, hogy Kenamon szüleit szintén Amenhotepnek és Amenemopetnek hívják.

## Fordítás
- Ez a szócikk részben vagy egészben  az   Amenhotep (Obervermögensverwalter) című német Wikipédia-szócikk ezen változatának fordításán alapul.  Az eredeti cikk szerkesztőit annak laptörténete sorolja fel. Ez a jelzés csupán a megfogalmazás eredetét és a szerzői jogokat jelzi, nem szolgál a cikkben szereplő információk forrásmegjelöléseként.